# روث واليس
روث واليس (بالإنجليزية: Ruth Wallis)‏ هي مغنية أمريكية، ولدت في 5 يناير 1920 في بروكلين في الولايات المتحدة، وتوفيت في 22 ديسمبر 2007 في كيلينغلاي في الولايات المتحدة بسبب مرض آلزهايمر.

## وصلات خارجية
- روث واليس على موقع IMDb (الإنجليزية)
- روث واليس على موقع ميوزك برينز (الإنجليزية)
- روث واليس على موقع ديسكوغز (الإنجليزية)